# Pegomya minuta
Pegomya minuta este o specie de muște din genul Pegomya, familia Anthomyiidae. A fost descrisă pentru prima dată de Malloch în anul 1918.
Este endemică în New Mexico. Conform Catalogue of Life specia Pegomya minuta nu are subspecii cunoscute.